# Eremitu
Eremitu (Nyárádremete en hongrois, Einsiedler en allemand) est une commune roumaine du județ de Mureș, dans la région historique de Transylvanie et dans la région de développement du Centre.

## Géographie
La commune d'Eremitu est située au nord-est du județ, sur le cours supérieur de la Niraj, entre les Monts Gurghiu au nord (qui culminent au Mt Saca à 1 777 m) et les Monts Beched au sud (point culminant : 1 080 m). Eremitu est située à 19 km à l'ouest de Sovata, à 27 km à l'est de Reghin et à 34 km au nord-est de Târgu Mureș, le chef-lieu du județ.
La municipalité est composée des cinq villages suivants (population en 2002) :
- Călugăreni (612) ;
- Câmpu Cetății (376) ;
- Dămieni (273) ;
- Eremitu (1 739), siège de la municipalité ;
- Mătrici (872).

## Histoire
La première mention écrite du village date de 1567, sous le nom de Remete. Eremitu est un village fondé par les Sicules.
La commune d'Eremitu a appartenu au royaume de Hongrie, puis à l'empire d'Autriche et à l'Empire austro-hongrois.
En 1876, lors de la réorganisation administrative de la Transylvanie, elle a été rattachée au comitat de Maros-Torda.
La commune d'Eremitu a rejoint la Roumanie en 1920, au traité de Trianon, lors de la désagrégation de l'Autriche-Hongrie. Après le deuxième arbitrage de Vienne, elle a été de nouveau occupée par la Hongrie de 1940 à 1944, période durant laquelle sa petite communauté juive fut exterminée par les nazis. Elle est redevenue roumaine en 1945.

## Politique
Le conseil municipal d'Eremitu compte 13 sièges de conseillers municipaux. À l'issue des élections municipales de juin 2008, Lajos Gál (UDMR) a été élu maire de la commune.
| Parti                                      | Nombre de conseillers |
| ------------------------------------------ | --------------------- |
| Union démocrate magyare de Roumanie (UDMR) | 9                     |
| Parti civique hongrois (PCM)               | 3                     |
| Parti tsigane "Pro Europa"                 | 1                     |

## Religions
En 2002, la composition religieuse de la commune était la suivante :
- Catholiques romains, 85,76 % ;
- Réformés, 4,93 % ;
- Chrétiens orthodoxes, 3,51 % ;
- Pentecôtistes, 2,29 %.

## Démographie
Le village compte encore de nos jours une écrasante majorité sicule.
En 1910, la commune comptait 36 Roumains (0,83 %) et 4 272 Hongrois (98,91 %).
En 1930, on recensait 70 Roumains (1,60 %), 4 020 Hongrois (92,01 %), 7 Juifs (0,16 %) et 270 Tsiganes (6,18 %).
En 2002, 140 Roumains (3,61 %) côtoient 3 561 Hongrois (91,96 %) et 165 Tsiganes (4,26 %). On comptait à cette date 1 342 ménages et 1 320 logements.
| 1850  | 1880  | 1900  | 1910  | 1930  | 1956  | 1977  | 1992  | 2002  |
| ----- | ----- | ----- | ----- | ----- | ----- | ----- | ----- | ----- |
| 2 907 | 3 315 | 4 273 | 4 319 | 4 369 | 5 177 | 4 289 | 3 912 | 3 872 |

| 2007  | - | - | - | - | - | - | - | - |
| ----- | - | - | - | - | - | - | - | - |
| 3 894 | - | - | - | - | - | - | - | - |

## Économie
L'économie de la commune repose sur l'exploitation des forêts et la transformation du bois, l'élevage et la pisciculture. le tourisme vert et de montagne se développe.

## Communications

### Routes
Eremitu est située sur la route régionale DJ153 reliant Reghin à Sovata.

## Lieux et monuments
- Eremitu, église catholique de 1808.

- Eremitu, église en bois du XVIIIe siècle.

- Eremitu, ruines du château Vityal (XIVe siècle).

- Călugăreni, église franciscaine de 1666, reste du monastère.

## Jumelages
- Mártély (Hongrie)

- Plougastel-Daoulas (France)